# Victoria Song
Sòng Qiàn (chino: 宋茜; Qingdao, Shandong, 2 de febrero de 1987), más conocida como Victoria Song o Victoria, es una cantante, actriz, bailarina y modelo china. Debutó como miembro del grupo femenino surcoreano f(x) en septiembre de 2009. 
En 2010, ganó fama como parte de la segunda temporada de We Got Married, además de ser miembro del elenco de Invincible Youth de KBS. También es conocida por sus papelesen los dramas When Love Walked In (2012), Beautiful Secret (2015), Ice Fantasy (2016), A Life Time Love (2017), Moonshine and Valentine (2018); y las películas My New Sassy Girl (2016) y My Best Friend's Wedding (2016).

## Primeros años
Victoria nació el 2 de febrero de 1987 en Qingdao, Shandong, China. Dejó su ciudad natal a una edad temprana para estudiar danza tradicional china en la Academia de Danza de Beijing. Después de su graduación de la secundaria, fue aceptada en la academia anteriormente mencionada y se especializó en danza étnica china. En septiembre de 2007, fue descubierta por un agente de SM Entertainment mientras estaba en una competencia de baile en Beijing y finalmente fue elegida como aprendiz en SM Casting System. Originalmente fue entrenada para una carrera de actuación y modelaje en Corea del Sur. Antes de debutar, Song se presentó al público a través de varias apariciones en vídeos musicales y comerciales, entre ellos un comercial de Spris con Lee Joon-gi a principios de 2008.

## Carrera

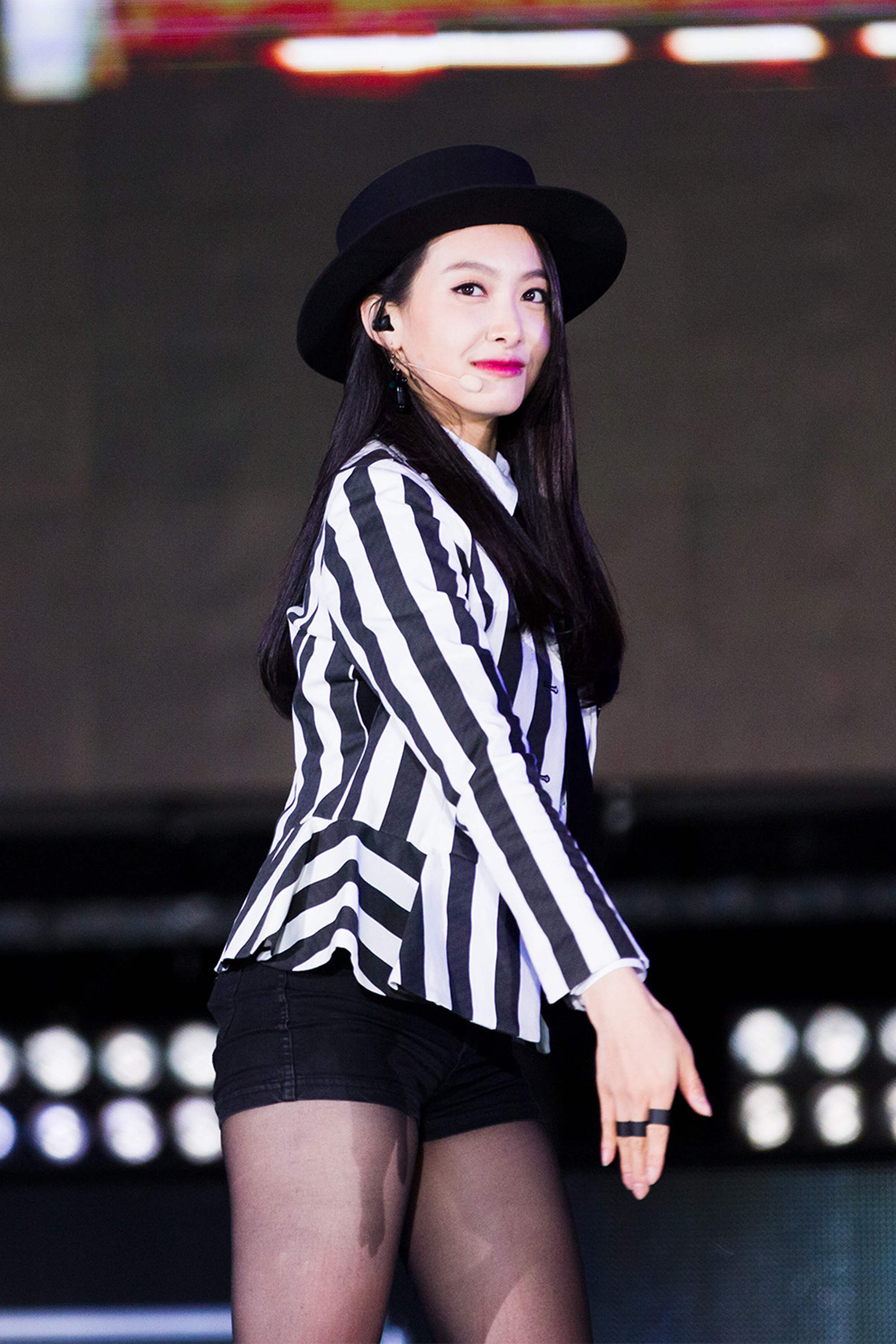
Victoria Song en el Jeju K-Pop Festival (25 de octubre de 2015)

### 2009-2016: Debut con F(x) y comienzos de su carrera
Hizo su debut oficial como miembro de f(x) en septiembre de 2009. En junio de 2010, Song se convirtió en miembro del reparto de Invincible Youth en el que formó parte de G7, que consta de siete idols femeninas de varios grupos. También fue elegida para participar en We Got Married con Nichkhun de 2PM. La pareja fue conocida colectivamente como Khuntoria en el programa de variedades. Ambos ganaron popularidad debido al éxito del programa. A finales de año, Song ganó el Premio a la popularidad en los MBC Entertainment Awards por su aparición en We Got Married.
En enero de 2012, Song fue elegida para protagonizar la película When Love Walked In, junto con Zhou Mi y Calvin Chen del grupo Fahrenheit. Ganó el premio a la Mejor nueva actriz en los China TV Drama Awards por su actuación. En diciembre de 2012, la cantante lanzó un libro de ensayo fotográfico titulado Victoria's Hong-Ma, que incluía sus experiencias durante su viaje a Hong Kong y Macao. La versión china del libro se lanzó posteriormente en 2013. En ese año, se convirtió en presentadora del programa Glitter de KBS junto a la actriz Kim So-eun.
En 2014, Song fue elegida como presentadora del progeama Strongest Group junto con Zhou Mi. Luego protagonizó los videos musicales de Zhang Liyin, «Agape» y «Not Alone», como protagonista junto a Tao. En 2015, también se reveló que Victoria se uniría con el gerente chino Jia Shikai para sus actividades locales. Después de la creación de su estudio, protagonizó el drama musical romántico de Hunan TV, Beautiful Secret. Lanzó un sencillo en solitario titulado «Star Tears» para la banda sonora del drama. El drama finalmente obtuvo un alto promedio en audiencia para el primer semestre de 2016 en China.
En 2016, la cantante protagonizó My New Sassy Girl con Cha Tae-hyun. La película, una nueva versión de My Sassy Girl (2001), se estrenó simultáneamente en Corea del Sur y China. Luego apareció en la nueva versión china de My Best Friend's Wedding, interpretando el papel de Kimberly Wallace en la película original. El mismo año, protagonizó Ice Fantasy, un drama de fantasía adaptado de la novela del mismo nombre de Guo Jingming. Cantó un OST para Ice Fantasy, titulado «Li Luo», que también es el nombre de su personaje en el drama.

### 2017-presente: Debut como solista
De enero a abril de 2017, fue coanfitriona del programa de variedades Ace vs Ace. También se convirtió en miembro de Beat The Champions de Zhejiang TV, que comenzó a emitirse en abril. En junio, protagonizó junto a Huang Xiaoming el drama romántico de fantasía A Life Time Love, basado en la novela Once Promised de Tong Hua. En julio, coprotagonizó la película de comedia Wishes, dirigida por Dayyan Eng. En agosto, se unió al elenco del programa Up Idol de Hunan TV.
En enero de 2018, Song protagonizó The Chronicles of Town Called Jian, un drama de misterio producido por Li Shaohong; basado en la serie Tarot Goddess Sleuths. El 13 de marzo, lanzó su primer sencillo como solista, «Roof on Fire», junto con su vídeo musical. También se ha unió al programa de variedades orientado a la danza, Hot Blood Dance Crew, y al programa The Next Top Bang como mentora. En mayo, protagonizó el drama Moonshine and Valentine junto a Huang Jingyu. La serie recibió críticas positivas, y Victoria fue elogiada por su actuación. En octubre protagonizó la película de aventuras Legend of the Ancient Sword, basada en el videojuego Gu Jian Qi Tan 2.
El 5 de septiembre de 2019, Victoria anunció que su contrato con SM Entertainment había expirado y que dejaría la compañía. El mismo día, SM anunció que Song aún no había abandonado la agencia, sino que ambas partes estaban encontrando nuevas formas de trabajar juntos. En el mismo año, Song protagonizó el drama Love Under the Moon y prestó su voz para la canción «Practice To Be Friends» del drama, y al año siguiente protagonizó el drama Find Yourself.

## Discografía
| Álbum de estudio - 2020: Victoria Sencillo - 2018: «Roof on Fire» |

## Filmografía

### Dramas
| Año       | Título                                     | Rol                       | Canal     | Notas                         |
| --------- | ------------------------------------------ | ------------------------- | --------- | ----------------------------- |
| 2012      | When Love Walked In                        | Shen Yayin (沈雅音）      | GTV       | 32 episodios (Drama Taiwanés) |
| 2014      | Cocoon Town Legend                         | Detective tarotista       | GTV       | Drama Chino                   |
| 2015–2016 | Beautiful Secret                           | Jiang Meili / Rou Rou     | Hunan TV  | 39 episodios                  |
| 2016      | Ice Fantasy                                | Li Luo                    | Hunan TV  | 62 episodios                  |
| 2017      | Ice Fantasy Destiny                        | Li Luo                    | Tencent   |                               |
| 2017      | A Life Time Love                           | Mu Qingmo / Xuanyang Chuo | Dragon TV | 54 episodios                  |
| 2018      | The Chronicles of A Town Called Jian       | Du Chunxiao               |           | 40 episodios                  |
| 2018      | The Love Knot: His Excellency’s First Love | Guan Pipi                 |           | 25 episodios                  |
| 2019      | Love Under the Moon                        | Xiang Yuan                |           | 48 episodios                  |
| 2020      | Find Yourself (资深少女的初恋)             | He Fanxing                |           | 41 episodios                  |
| 2020 -    | Endless August                             | Wei Wang                  |           |                               |
| 2020 -    | Broker                                     | Qiu Jianing               |           |                               |
| 2020 -    | It’s Warm, It’s Sweet (温暖的，甜蜜的)     | -                         |           | [ 41 ]                        |
| 2020 -    | Love in Shanghai                           | Sun Yihe                  |           |                               |

### Cine
| Año  | Título                      | Rol                   | Notas                                     |
| ---- | --------------------------- | --------------------- | ----------------------------------------- |
| 2012 | I AM.                       | Ella Misma            | Documental sobre el SM TOWN en Nueva York |
| 2015 | SM TOWN Live: The Stage     |                       | Ella Misma                                |
| 2016 | My New Sassy Girl           | Protagonista femenina | secuela de My Sassy Girl                  |
| 2016 | My Best Friend's Wedding    | Meng Yixuan           |                                           |
| 2017 | Wished                      | Shan Shan             | Aparición especial                        |
| 2017 | City of Rock                |                       | Cameo                                     |
| 2018 | Legend of the Ancient Sword | Wen Renyu             |                                           |

### Programas de variedades
| Año              | Título                       | Episodio      | Canal             | Notas                                 |
| ---------------- | ---------------------------- | ------------- | ----------------- | ------------------------------------- |
| 2010             | Invincible Youth             | EP.33 - EP.58 | KBS               | miembro                               |
| 2010             | Running Man                  | EP. 8         | SBS               | invitada                              |
| 2010 – 2011      | We Got Married               | EP38 - EP101  | MBC               | Junto a Nichkhun                      |
| 2012, 2013       | Hello Counselor              | Ep. 81 y 134  | KBS2              | junto a Krystal, Sulli y Amber        |
| 2013             | Super Star China             |               |                   | Jurado por un día                     |
| 2013             | Glitter                      |               | KBS-W             | Co- Conducción junto a Kim So-eun     |
| 2014             | The Strongest Group          |               | Jiangsu TV        | con Zhou Mi                           |
| 2017             | Ace vs Ace                   |               | Zhejiang TV       | con Shen Tao, Wong Cho-lam y Roy Wang |
| 2017             | Beat The Champions           |               | Zhejiang TV       | con He Jiong y Jia Nailiang           |
| 2017             | Up Idol                      | 3ª temporada  | Hunan TV          |                                       |
| 2015, 2017, 2018 | Happy Camp                   |               | Hunan Television  | 7 episodios - invitada                |
| 2018             | Shake It Up (Let's Shake It) |               | Dragon Television | participante                          |
| 2018             | Hot Blood Dance Crew         |               | IQiyi             | mentora de baile                      |
| 2019             | Back To Field S3             |               |                   |                                       |
| 2019             | Heart Signal                 |               |                   | panelista                             |

### Videos musicales
| Año  | Título              | Artista        | Rol       |
| ---- | ------------------- | -------------- | --------- |
| 2008 | "Eternity"          | KangTa         | Principal |
| 2008 | "Any Dream"         | Rain           | Principal |
| 2008 | "Replay"            | SHINee         | Principal |
| 2008 | "U" (Versión China) | Super Junior-M | Principal |
| 2010 | "Let You Go"        | Trax           | Principal |
| 2010 | "Breaka Shaka"      | KangTa         | Principal |
| 2011 | "Blind"             | Trax           | Principal |
| 2014 | "Agape"             | Zhang Li Yin   | Principal |
| 2014 | "Not Alone"         | Zhang Li Yin   | Principal |

## Premios
| Año  | Premio                                            | Categoría                      | Resultado |
| ---- | ------------------------------------------------- | ------------------------------ | --------- |
| 2007 | Competencia de Danza de Pekín "Hua Ling"          | Primer Puesto                  | Ganó      |
| 2007 | Competencia de Danza de Pekín "Hua Yao Xin Niang" | Segundo Puesto                 | Ganó      |
| 2010 | MBC Entertainment Awards                          | Premio a la Popularidad        | Ganó      |
| 2012 | MBC Idol Star Olympics - Esgrima Femenino         | Medalla de oro                 | Ganó      |
| 2012 | National Drama Award - When Love Walked In        | Mejor Nueva Actriz             | Ganó      |
| 2013 | World Music Awards                                | Mejor Artista Femenina Mundial | Pendiente |
| 2013 | World Music Awards                                | Animador mundial del Año       | Pendiente |